# Remote access
Remote Access (Удалённый доступ, Udalionnyj Dostup) è un film del 2004 diretto da Svetlana Proskurina.
È stato presentato in concorso alla 61ª Mostra internazionale d'arte cinematografica di Venezia.

## Trama
Due ragazzi si conoscono e si innamorano vivendo la loro tenera storia d'amore con conversazioni al telefono; lei deve confrontarsi con un grande dolore dovuto alla morte per annegamento della madre e della sorella. Vecchie ferite si riaprono. I due non si incontreranno mai.